# Amedeo Amadei
Amedeo Amadei   (Frascati, 26 de juliol de 1921 - Frascati, 24 de novembre de 2013) fou un futbolista italià de la dècada de 1940.
Fou 13 cops internacional amb la selecció de futbol d'Itàlia amb la qual participa al Mundial de 1950.
Pel que fa a clubs, destacà a AS Roma, Inter de Milà i SSC Napoli.
Un cop retirat fou entrenador a Itàlia:
- 1956-1959 SSC Napoli
- 1959-1961 SSC Napoli
- 1963 Lucchese
- 1966-1967 Frosinone Calcio
- 1972-1978 Itàlia femenina